# Cryptus himalayensis
Cryptus himalayensis là một loài tò vò trong họ Ichneumonidae.